# Zabava još traje
Zabava još traje je prvi live album srpskog garage rock/punk rock sastava Partibrejkers, koji je objavio Sorabia Disk 1992.

## Popis pjesama
| 1.    | »Tkiva«                                     | 2:19 |
| 2.    | »Zemljotres«                                | 2:47 |
| 3.    | »Pet ispod nule«                            | 2:23 |
| 4.    | »Noć«                                       | 2:37 |
| 5.    | »Ono što pokušavam«                         | 3:11 |
| 6.    | »Hipnotisana gomila«                        | 2:26 |
| 7.    | »Ona živi na brdu«                          | 2:24 |
| 8.    | »Sunca Sin«                                 | 1:51 |
| 9.    | »Ona sve zna«                               | 3:15 |
| 10.   | »Večeras«                                   | 3:14 |
| 11.   | »Put«                                       | 3:19 |
| 12.   | »Hiljadu godina«                            | 5:28 |
| 13.   | »Kreni prema meni«                          | 2:40 |
| 14.   | »Prsten«                                    | 3:14 |
| 15.   | »Stoj Džoni«                                | 4:20 |
| 16.   | »Ulični hodač«                              | 6:05 |
| 17.   | »Svako ima pravo na mir (studijska pjesma)« | 3:40 |
| 18.   | »Veliki svet (studijska pjesma)«            | 4:06 |
| 60:38 |                                             |      |

## Sudjelovali na albumu
Partibrejkers
- Nebojša Antonijević "Anton" — gitara, producent
- Zoran Kostić "Cane" — vokal
- Borko Petrović — bubnjevi
- Dime Todorov "Mune" — bas-gitara

Dodatno osoblje
- Igor Borojević — fotografija
- K.a.m.e.n.k.o. — inženjer